# 堆芯熔毀
堆芯熔毁（英語：meltdown），又稱為核熔燬或熔毁，是核反应堆因无法及时冷却而熔化造成的損毀。堆芯熔毁后可引发具有放射性的物質外洩，影響人类及其他生物的健康。在核电站中，堆芯熔毁稳定化系统（Core Melt Stabilization System）会用来减缓堆芯熔毁的影响，并确保核心保护壳的完整性。
核泄漏雖也可指使用核动力的航海器具（如潜艇或航空母舰等）所發生的災害，不過一般是指用核电站内發生的核熔燬事件，例如切尔诺贝利核事故與福岛第一核电站事故。

## 原因
爐心熔毀的原因可能有以下幾種：
1. 反應爐冷卻劑的冷卻能力異常降低或喪失（核电站冷却剂丧失事故（英语：Loss-of-coolant accident））
2. 應對爐心異常的輸出上昇時，紧急停止（英语：Scram）（控制棒完全插入以緊急停機）失敗
3. 爐心發生异常过渡变化
4. 大地震、重量物落下等造成爐心受損（包括被覆管因高温而脆化受損的情況）
5. 冷却水的迴路受阻造成冷却能力降低

其中最主要是核反应堆的冷卻系統发生故障或因外界因素自动停止运作，即使控制棒已插入爐內，核分裂反應產生的熱也會將累積在爐內，將水燒乾。當燃料棒所包覆的鋯錫合金（Zircaloy）因爐內溫度過高而達到兩千多度的熔點時，便可能使反應爐燃料棒中的核燃料如氧化鈾外洩出燃料棒。

## 危害
爐內的水沸騰後所形成的高溫水蒸氣與鋯錫合金接觸時，會分解出氫氣：
Zr + 2H2O → ZrO2 + 2H2↑
當氫氣無法排出而累積，與空氣混合後，則可能會發生氫氣爆炸而損壞壓力容器及圍阻體。
堆芯熔毁之後果可能是放射性物質逸出反應爐壓力槽，甚至是圍阻體。
沒有破壞圍阻體的核泄漏所發出的輻射导致的危害大多遠比核武器的小，但若圍阻體損壞，對鄰近土地的長期污染很有可能遠超過核武器爆炸。這是因為核電廠儲存的燃料及核廢料量遠超過核子彈，因此原子彈的污染在短期內就會降低到可接受程度，而核電廠嚴重事故釋出的污染物質，不但數量龐大，也有數萬年以上的半衰期。
另外，核泄漏雖然不一定总会引发核災害，但已是已知核能應用上的最大安全及環保隱憂。

## 發生過的爐心熔毀事故
- 1952年 NRX反應爐事故
- 1957年 溫斯喬火災
- 1961年 美军的实验性核动力反应堆Sl-1（位于爱达荷州的国家反应堆试验站）
- 1966年 恩里科·費米核電廠一號機事故（英语：Enrico Fermi Nuclear Generating Station#Fermi_1）（Fermi 1，美國密西根州）
- 1969年 吕桑核电厂事故（瑞士沃州，國際核事件分級表列為第5級）
- 1979年 三哩島核泄漏事故（美國賓州，國際核事件分級表列為第5級）
- 1986年 車諾比核電廠事故（蘇聯，現今烏克蘭，國際核事件分級表列為第7級）
- 2011年 福島第一核電廠事故（日本福島縣，國際核事件分級表列為第7級）

## 外部連結
- 核三廠飼水全失暫態沖洩操作之MAAP3.OB程式分析
- Annotated bibliography on civilian nuclear accidents from the Alsos Digital Library for Nuclear Issues
- （页面存档备份，存于） Partial Fuel Meltdown Events